# Juana Amalia Rodríguez Hernández
Juana Amalia Rodríguez Hernández (24 de junio de 1955) es una política española miembro del PSOE. Fue diputada por Sevilla desde el 4 de enero de 2016 para las XI y XII legislaturas.

## Biografía

### Profesión
Es licenciada en Derecho y funcionaria de la Junta de Andalucía.

### Carrera política
Militante del PSOE desde hace más de 30 años. Ha sido diputada en el Parlamento de Andalucía, en el que fue Secretaria General de Relaciones con el Parlamento y posteriormente Secretaria General de Turismo de Andalucía.
El 20 de diciembre de 2015 fue elegida diputada por Sevilla al Congreso de los Diputados y reelegida en 2016. Fue directora general de Defensa de la Competencia. Ha sido también Portavoz Adjunta de la Comisión de Seguimiento y Evaluación de los Acuerdos del Pacto de Toledo, vocal de la Comisión de Empleo y Seguridad Social y vocal de la Comisión de Cultura.